# Морской вокзал (Мурманск)

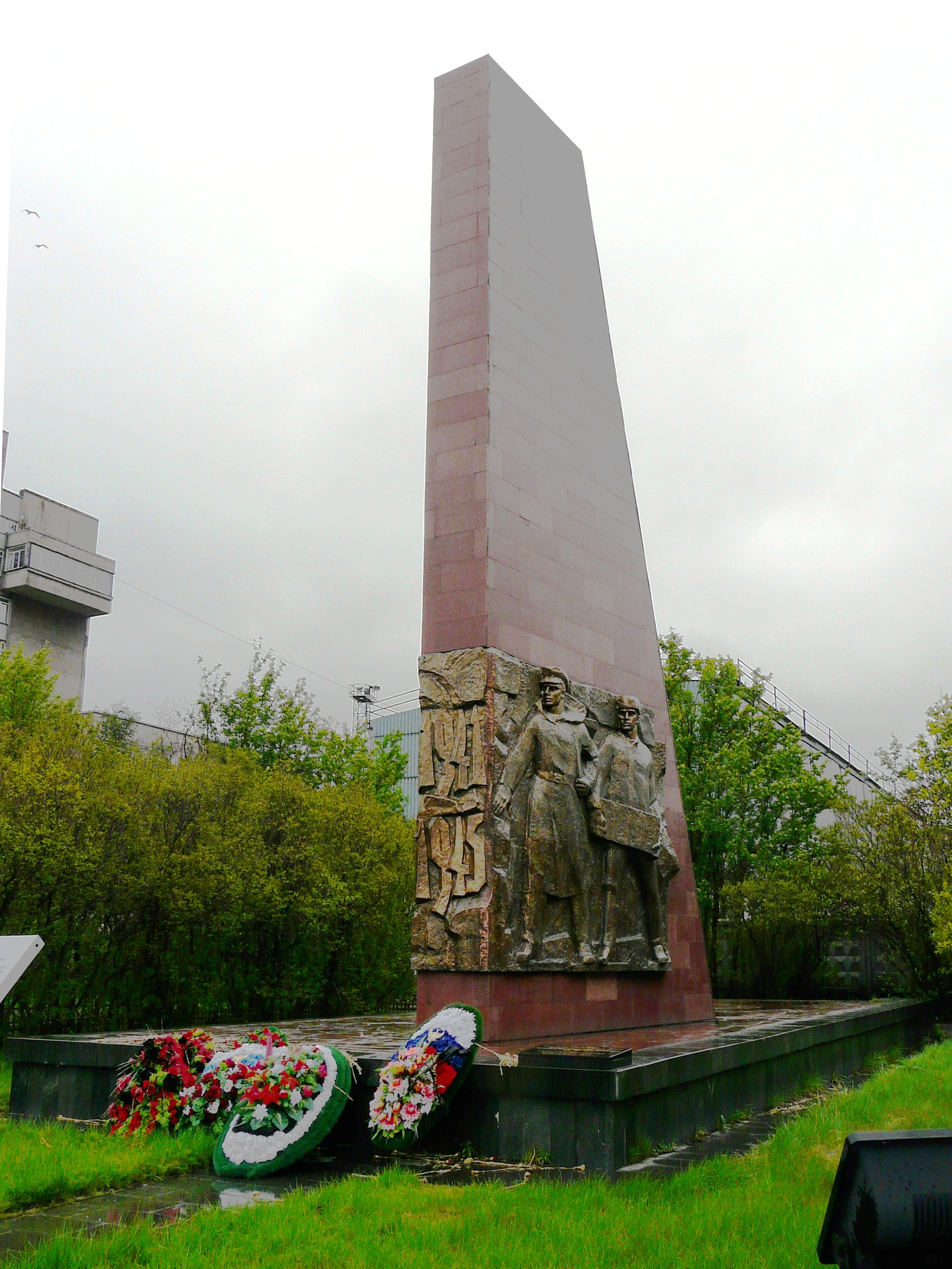
Памятник портовикам, погибшим от бомбардировок во время Великой Отечественной войны

Морской вокзал Мурманск — морской вокзал, расположенный в черте города Мурманска. Морской вокзал имеет два причала, один из них — понтонный. На морском вокзале оборудована небольшая набережная.
С вокзала отправляется теплоход Мурманского морского пароходства «Клавдия Еланская», который работает на пассажирской морской линии вдоль побережья Кольского полуострова, связывая с Мурманском труднодоступные населённые пункты Островной, Чапома, Чаваньга и Сосновка. До января 2013 года с вокзала отправлялись катера на отдалённый микрорайон города — Абрам-Мыс.
В 2016 году реконструкция здания добавила ещё один этаж и башню с часами в честь 100-летия города.

## Достопримечательности
В 2009 году у морского вокзала Мурманска встал на вечную стоянку атомный ледокол «Ленин». Это первый в мире атомный ледокол, который в 1959 году был спущен на воду, а после этого ходил по трассам Северного морского пути. Сейчас по нему проводятся экскурсии.
В 1967 году в сквере у морского вокзала был установлен памятник портовикам, погибшим в годы Великой Отечественной войны. Его проектировали скульптор Г. Глухих и архитектор А. Антонов.
В 2015 году завершены работы по благоустройству сквера. Установлены стенды с фотоисторией города в разные времена.
Открыт музей Торгового порта.

## Фотогалерея

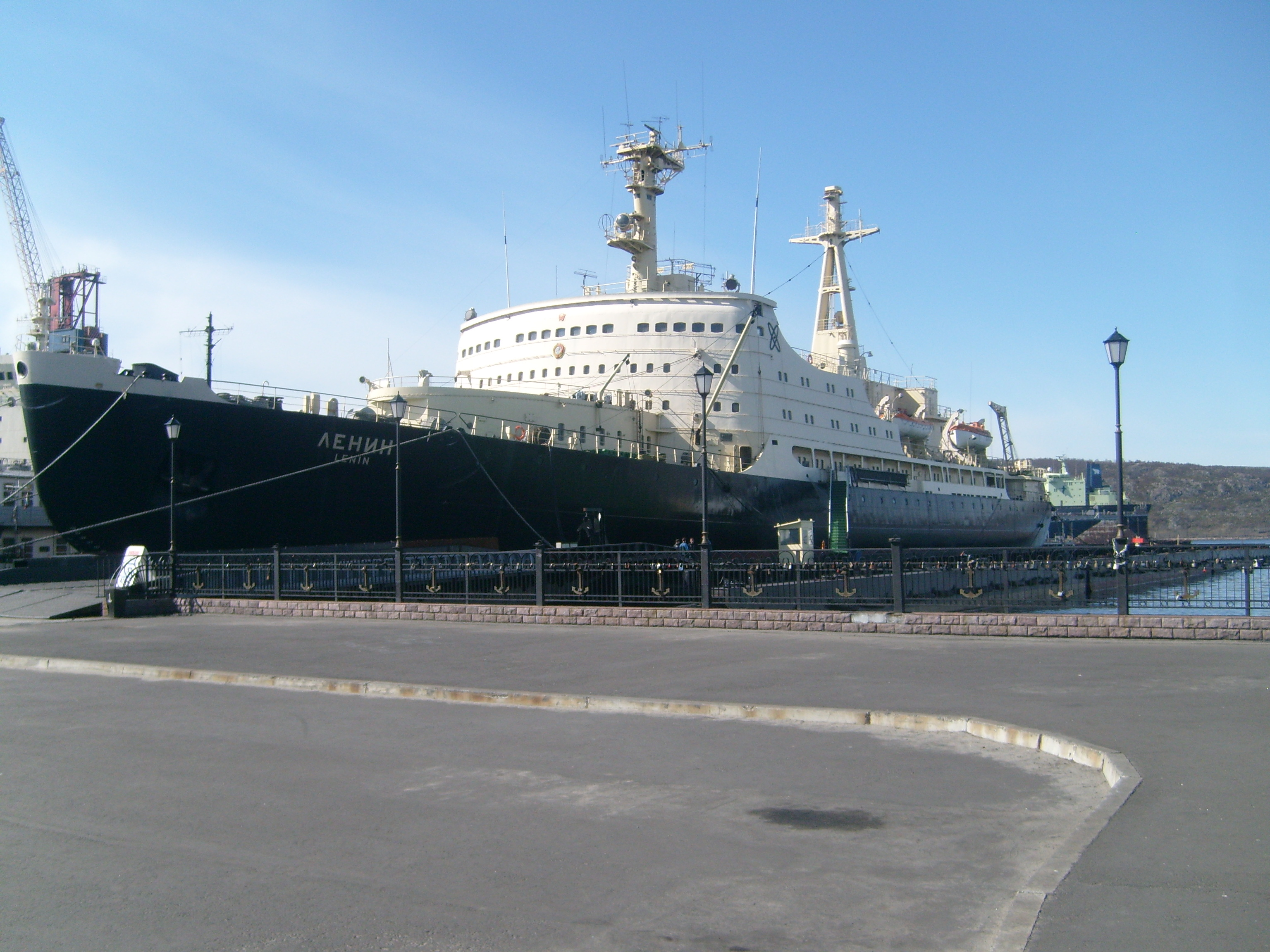
Первый в мире атомный ледокол «Ленин»
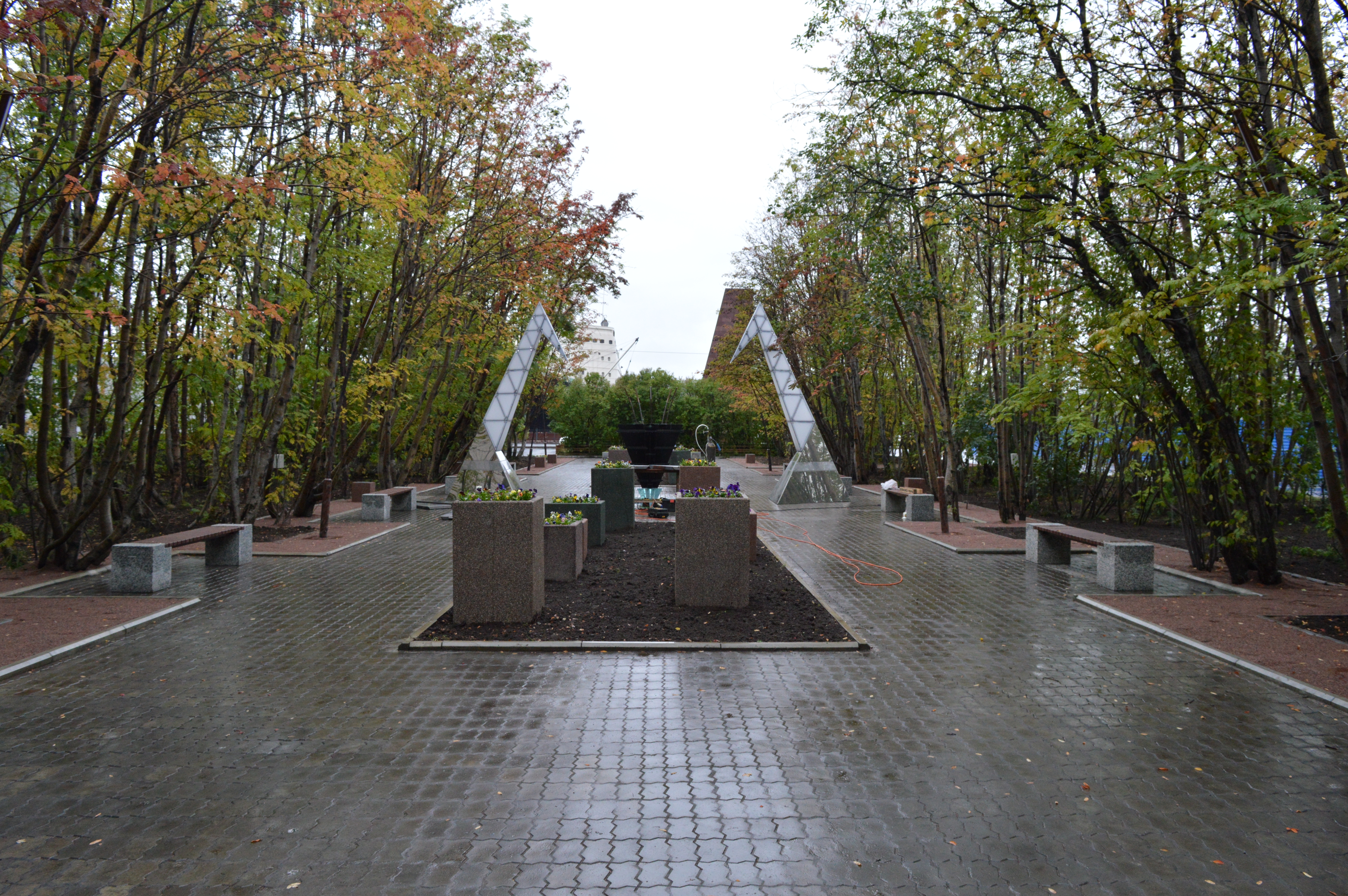
Обновленный сквер (2015)
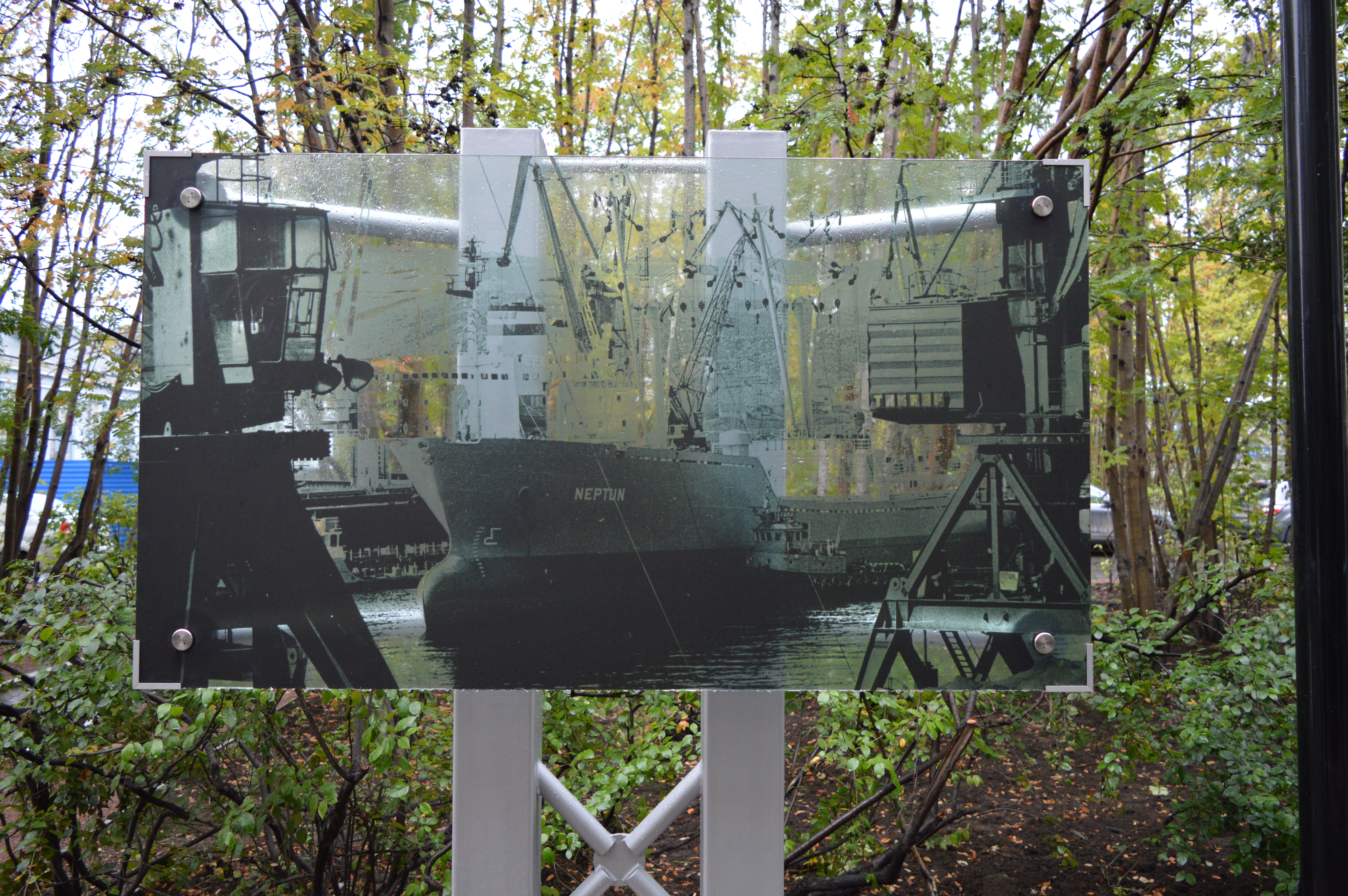
Музей под открытым небом (2015)